# Balbina da Assisi
Balbina Fiumi o Balvina Fiumi, nota come Balbina d'Assisi (circa 1215 – Assisi, 11 marzo 1254) è stata una religiosa italiana.
Di nobili origini, sorella della beata Amata d'Assisi è stata una suora appartenente alle Clarisse (O.S.C.)
Era la nipote di santa Chiara d'Assisi; fondò ad Arezzo una nuova casa religiosa.
Nel martirologio francescano è ricordata come benedetta nell'anniversario della sua morte.